# Silvio Antoniano
Silvio Antoniano   (né  le 31 décembre 1540 à Rome, alors capitale des États pontificaux  et mort le 16 août 1603 dans la même ville) est un cardinal italien de la fin du XVIe et du début du XVIIe siècle.
Il est le grand-oncle du cardinal Carlo Gualterio (1654).

## Biographie
Silvio Antoniano naquit à Rome, d’un marchand de draps et d’étoffes de laine, le 31 décembre 1540. Il montra, dans son enfance, des dispositions singulières pour les lettres, mais surtout pour la poésie et la musique. A 10 ans, il jouait parfaitement de la lyre, et il s’accompagnait en chantant des vers, qu’il improvisait sur toute sorte de sujets, et dans toutes les mesures et toutes les formes de la poésie italienne. On l’appelait il poetino (le petit poète). Sa réputation naissante le fit prendre en amitié par un cardinal, dont les bienfaits le mirent en état de continuer ses études, et de se rendre habile dans les langues grecque et latine. Il n’en cultivait pas moins son talent d’improvisateur ; on rapporte des preuves étonnantes de ce talent, données dans des occasions heureuses, qui le firent connaître avantageusement des princes de la cour romaine, entre autres du cardinal Jean-Ange de Médicis, qui se souvint de lui lorsqu’il fut devenu pape, sous le nom de Pie IV. Avant cette époque, le duc de Ferrare, Hercule II, fut tellement ravi, dans un voyage qu’il fit à Rome, de la poésie, du chant, et du talent de toucher la lyre du jeune Antoniano, qu’il l’emmena avec lui à Ferrare, d’où le cardinal d’Este, frère du duc, le conduisit à Venise. Il y donna de nouvelles preuves de ses talents devant les assemblées les plus imposantes et les plus nombreuses. De retour à Ferrare, et n’ayant encore que seize ans, il obtint du duc une chaire publique de belles-lettres, qu’il remplit avec un grand concours d’auditeurs. Conduit à Florence peu de temps après, par le prince Alphonse d'Este, il y eut les mêmes succès qu’à Venise. Benedetto Varchi en parle, avec la plus grande admiration, dans son Ercolano. Ce fut alors que le duc Hercule II étant mort, Antoniano fut appelé à Rome, en 1559, par Pie IV. Ce pape le donna pour maître, et pour secrétaire des lettres latines, au cardinal Charles Borromée, avec qui il se rendit à Milan. Il rédigea les actes du concile qui s’y tint, étendit beaucoup le nombre de ses amis et de ses protecteurs. Ramené à Rome par le cardinal, il fut nommé par le pontife, professeur des Belles Lettres à l’Université « La Sapienza ». Ses leçons eurent tant d’éclat, que le jour où il commença d’expliquer le discours de Cicéron pour Marcellus, il avait vingt-cinq cardinaux pour auditeurs. En 1563 il dirigea l’édition des Fabulae centum ex antiquis auctoribus delectae de Gabriele Faerno, et l’offrit au cardinal Borromée par une élégante épitre dédicatoire. Antoniano fut un des membres les plus distingués de l’Académie des Nuits Vaticanes, instituée par le cardinal Borromée ; il en fut même président, lorsqu’il n’avait encore que vingt ans. Bientôt il quitta presqu’entièrement les lettres humaines pour se livrer tout entier à l’étude de la philosophie, de la théologie et des Pères. Encouragé par le cardinal Charles Borromée, il écrit Tre libri dell'educazione cristiana de' figliuoli, un traité sur l'enseignement chrétien. Il écrit aussi plusieurs livres sur la littérature, l'histoire et la liturgie. Ayant été ordonné prêtre en 1567, il fut nommé, peu de temps après, secrétaire du Sacré Collège ; les papes Grégoire XIII et Sixte V, lui confièrent plusieurs missions et divers travaux dont il s’acquitta toujours avec succès ; Grégoire XIV voulut le à trois évêchés qu’il refusa successivement. Enfin Clément VIII le fit chanoine de la Basilique Saint-Pierre, et ensuite cardinal, le 3 mars 1599. Il est un des compilateurs du catéchisme romain et est membre de la commission pour la révsion du bréviaire. Il mourut à Rome le 16 août 1603.

## Œuvres
- Tre libri dell'educazione christiana dei figliuoli, Vérone, Sebastiano Dalle Donne, 1584 (lire en ligne), réimprimé à Crémone et ensuite à Naples. Il composa cet écrit à la demande du cardinal Borromée, lorsqu’il lui était attaché.
- Orationes tredecim, publiées pour la première fois après sa mort, Rome, 1610, in-4°, par Joseph Castiglione, qui y a joint la vie de l’auteur[1].

Plusieurs discours, dissertations, lettres et morceaux de poésie, tant latine qu’italienne, imprimés dans différents recueils.